# Sonos
Sonos er et firma der har specialiseret sig i musiksystemer, som gør det muligt at høre musik trådløs til Sonos's musikenheder og centralt styre sin musik og musik-zonerne fra sin smartphone eller en anden kontrolenhed. Der er mange, som bruger den populære højtaler, og der er efterhånden kommet mange forskellige af slagsen.  